# Казахстанско-туркменская граница
Казахстанско-туркменская граница (каз. Қазақстан-Түрікменстан шекарасы, туркм. Türkmenistan-Gazagystan serhedi) — государственная граница, которая проходит между двумя азиатскими странами: Казахстаном с севера и Туркменистаном с юга.
Общая протяженность границы составляет 458,263 км. Это самая короткая международная граница обоих государств.
Сухопутная граница начинается на восточном берегу Каспийского моря у мыса Суе, к северу от туркменского города Гарабогаз, и проходит по дуге параллельно озеру Кара-Богаз-Гол, а затем следует вдоль холмов на плато Устюрт до территории Узбекистана.
Существующий рубеж приблизительно соответствует сложившейся к XVII веку обстановке, когда Мангышлакский полуостров стал территорией расселения преимущественно казахских племён, а туркмены откочевали на юг.

## Историческое соседство туркмен и казахов

### До вхождения в состав Российской империи
Племена огузов и кипчаков, ставшие предтечами современных туркмен и казахов соответственно, стали расселяться на Мангышлакском полуострове и плато Устюрт в XI веке. Как огузы, так и кипчаки занимались преимущественно экстенсивным кочевым скотоводством, однако источники не упоминают о конфликтах между племенами из-за пастбищ. Тем не менее, в XII—XIII веках кипчаки, заключившие союз с Хорезмским государством, стали оказывать давление на огузов.
В конце XV — середине XVI веков племена Ногайской Орды начинают постепенно вытеснять туркмен с Мангышлака. В результате к концу XVI — началу XVII веков Мангышлак и Северный Устюрт отходят к казахским племенам, а туркмены становятся ближайшими соседями казахов. К середине XIX века основным населением Мангышлака становятся казахи племени адай, входящего в Младший жуз. Однако ещё в первой половине XIX века в прибрежной полосе полуострова оставалось немало туркмен, контролировавших торговлю на Каспии, а некоторое количество туркменских кочевников осталось на Мангышлаке и впоследствии.
О сосуществовании казахов и туркмен на Мангышлаке свидетельствуют многочисленные некрополи (Сисем-ата, Абат-Байтак, Калипан и др.), где более ранние захоронения, как правило, являются туркменскими, а более поздние — казахскими. Известно, что некоторые некрополи (например, Караман-Ата) использовались для переговоров между казахами и туркменами, поскольку считались священной землёй, где запрещено проливать кровь.

### В составе Российской империи
В 1881 году в составе Российской империи была образована Закаспийская область. Результаты Первой всеобщей переписи населения Российской империи 1897 года показывают, что чёткого национального размежевания между казахами и туркменами при этом не проводилось. Так, в состав Закаспийской области вошли Мангышлакский уезд, 93,1 % населения которого составили казахи и 4 % — туркмены, и Красноводский уезд, на 62,4 % населённый туркменами и на 19,3 % — казахами.
Взаимоотношения казахов и туркмен под властью Российской империи являлись в целом добрососедскими. Тем не менее, на территории Мангышлакского полуострова время от времени происходили кровопролитные столкновения между кочевыми казахами и туркменами племени йомудов.

## Граница между союзными республиками СССР

### Размежевание союзных республик
В процессе национального размежевания в СССР Средняя Азия была разделена на союзные республики по этническому признаку. Начало этому процессу было положено ещё до образования СССР.
В составе РСФСР территория Мангышлака, являвшаяся камнем преткновения между казахами и туркменами, изначально входила в состав Туркестанской АССР. В 1920 году, ещё до объявления размежевания, руководство РСФСР решило включить Мангышлак в состав Киргизской АССР — будущего Казахстана. В результате в составе Киргизской АССР возник Адаевский уезд, образованный из Мангышлакского и двух волостей Красноводского уездов. Сегодня данная территория входит в состав Мангистауской области Казахстана.

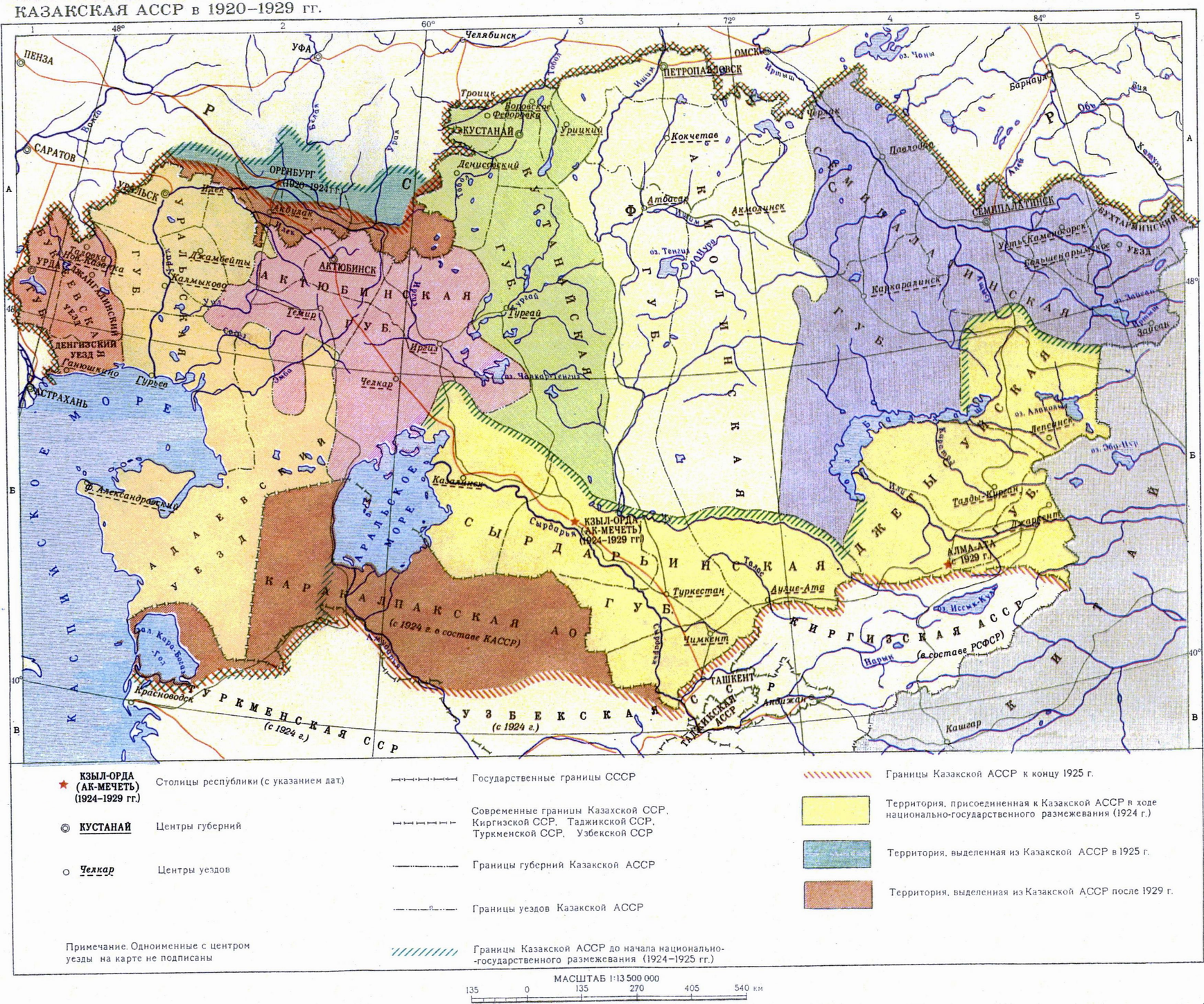
Первоначальная граница проходила по южному побережью Кара-Богаз-Гола. Впоследствии всё побережье стало частью Туркменской ССР.

В конце 1920-х годов Казахская АССР уступила часть территории Туркменской ССР. Изначально после национального размежевания западный рубеж между казахскими и туркменскими землями проходил параллельно южному побережью залива Кара-Богаз-Гол, таким образом давая Казахстану право на весь водоём. Однако к 1928 году данный участок границы стал проходить уже примерно посередине залива и далее через Кара-Бугазский пролив до Каспийского моря. А в 1932 году власти СССР решили ещё сдвинуть границу на север, чтобы включить весь Кара-Богаз-Гол в состав Туркменской ССР. Данное решение было принято с целью ускорить промышленное развитие Туркменистана, позволив региону самостоятельно разрабатывать богатые соляные месторождения залива и вести добычу мирабилита. В результате всё побережье Кара-Богаз-Гола стало принадлежать Туркменистану.
В период с 1924 по 1930 годы граница между Казакской АССР и Туркменской ССР простиралась значительно дальше на восток, однако в 1930 году её протяжённость существенно сократилась. Это произошло благодаря переводу Кара-Калпакской АО из состава КазАССР в прямое подчинение РСФСР. В настоящее время Республика Каракалпакстан является регионом Узбекистана, а часть её рубежей входит в состав как узбекско-казахстанской, так и туркменистанско-узбекской границ.

### Нереализованные планы 1960-х годов
Во второй половине 1950-х — начале 1960-х годов высшее руководство СССР планировало политику по уменьшению территории Казахской ССР путём отделения и передачи отдельных земель соседним республикам. Инициатором этих планов в современной казахской историографии называют тогдашнего генерального секретаря ЦК КПСС Никиты Хрущёва. Так, в 1956 году значительная площадь земель Голодной степи на крайнем юге Казахстана была передана в состав Узбекской ССР. В 1960 году на севере республики был создан Целинный край с намерением дальнейшей его передачи в состав РСФСР. В рамках этих планов должна была измениться и граница между Казахстаном и Туркменистаном после изъятия Мангышлака из состава Казахстана.
Согласно одному из проектов, Мангышлак должен был бы перейти в состав Туркменской ССР под тем предлогом, что Туркменистан из-за удобной логистики с республиканским центром, лучше справился бы с нефтедобычей на полуострове. Таким образом, граница между Туркменистаном и Казахстаном существенно сдвинулась бы на север. Другой проект предполагал передачу Мангышлака в состав Азербайджанской ССР, так как азербайджанские специалисты были более компетентными в технологиях нефтедобычи. В этом случае туркменистанско-казахстанская граница исчезла бы вообще, поскольку земли Туркменистана и Казахстана оказалась бы разделены территорией Азербайджана. По другому проекту, Мангышлак должен был отойти к Каракалпакской АССР (в составе Узбекской ССР). Однако полуостров так и остался в составе Казахской ССР. В то время первым секретарём ЦК КП Казахстана был Динмухамед Кунаев, который был противником всех начинаний Хрущёва по уменьшению территории Казахской ССР. Именно ему, а также председателю Верховного совета Казахской ССР Жумабеку Ташеневу, обязаны современные границы Казахстана. По поводу Мангышлака поддержку Кунаеву озвучил и министр геологии СССР Александр Сидоренко, который смог доказать, что казахстанцы в состоянии самостоятельно добывать нефть.

## Государственная граница
Граница между Казахстаном и Туркменистаном стала международной в 1991 году после распада Советского Союза и обретения независимости составляющими его республиками. Обсуждение вопроса о туркменистанско-казахстанской границе началось в 2000 году. 5 июля 2001 года Казахстан и Туркменистан подписали первоначальный договор о делимитации границы. Договор был ратифицирован Законом от 2 июля 2003 года и вступил в силу 31 августа 2006 года.
Соглашение о демаркации подписано 18 апреля 2017 года в Астане президентом Казахстана Н. А. Назарбаевым и президентом Туркменистана Г. М. Бердымухамедовым. Закон о ратификации соглашения между Республикой Казахстан и Туркменистаном о демаркации казахстанско-туркменской государственной границы № 136-VІ ЗРК подписан 11 января 2018 года. По итогам демаркации протяжённость казахстанско-туркменской границы составила 458,263 километра. На линии государственной границы установлены 330 пограничных знаков, из которых 161 основной и 169 промежуточных.
В 2013 году президенты Туркменистана и Казахстана вместе открыли участок трансграничной железной дороги Казахстан — Туркменистан — Иран.
Туркменистанско-казахстанская граница — самая короткая из государственных границ как Туркменистана, так и Казахстана.

## Пункты пропуска
| Пункт пропуска Казахстан | Местоположение        | Сопредельный пункт пропуска Туркменистан | Местоположение    | Характеристика                                                      |
| Темир баба               | Мангистауская область | Гарабогаз                                | Балканский велаят | авто, грузо-пассажирский, постоянный, многосторонний, дневной       |
| Болашак                  | Мангистауская область | Серхетяка                                | Балканский велаят | ж/д, грузо-пассажирский, постоянный, многосторонний, круглосуточный |

## Пограничные регионы
Регион Казахстана, граничащий с Туркменистаном:
- Мангистауская область

 Регион Туркменистана, граничащий с Казахстаном:
- Балканский велаят

## Комментарии
1. ↑  До 1925 года в русском языке казахов называли киргизами или киргиз-кайсаками, а киргизов — кара-киргизами.
2. ↑  С 1925 по февраль 1936 годов Казахстан назывался Казакской АССР и входил в состав РСФСР. В феврале 1936 года республика стала называться Казахской АССР, а в декабре 1936 года была преобразована в союзную республику.